# Narcissus nella cultura
Il Narcissus nella cultura è associato strettamente con un certo numero di temi. Lungamente celebrato nell'arte e nella letteratura, in culture fra loro internamente diversissime, il narciso (tra le cui varietà di specie viene incluso anche il Narcissus jonquilla e il Narcissus poeticus) è incluso in storie che vanno dalla morte all'acquisizione della fortuna, oltre ad essere un simbolo della primavera.
Come fiore nazionale del Galles è correlato al dì di San Davide; in svariate culture i narcisi vengono assimilati anche alla ricchezza ed alla bellezza, mentre a causa del periodo in cui incomincia a fiorire, alle feste religiose di Quaresima e Pasqua: tra i suoi nomi comuni vi sono proprio quelli di "giglio di quaresima" e in lingua tedesca "campane di Pasqua". L'aspetto dei suoi fior selvatici è inoltre legato a varie festività in molti luoghi; mentre rimane apprezzato per il suo alto valore ornamentale, esiste anche un'antica correlazione con la morte, almeno per quelle forme di narcisi dalla colorazione più bianco-pura.
Storicamente il narciso è apparso nelle arti visive e scritte fin dalla più remota antichità ed è stato rinvenuto perfino all'interno delle tombe dell'antico Egitto; nella letteratura e mitologia classica greco-romana questo fiore è associato sia con il mito della gioventù la quale per poter mantenere la propria bellezza in eterno viene trasformata in una pianta. Anche la Dea Persefone è stata strappata alla terra e condotta negli inferi, per diventarne regina, da Ade mentre si accingeva a raccogliere tali fioriture e si diceva che il narciso crescesse nei prati dell'oltretomba.
In questi ed altri contesti appare nella poesia del periodo che va da Stasino (VIII secolo a.C.) a Gaio Plinio Secondo. Nell'ambito della cultura europea occidentale i narcisi sono tra i fiori più celebri della letteratura inglese da John Gower (1330-1408) a Cecil Day Lewis (padre dell'attore Daniel Day-Lewis); mentre la poesia più conosciuta è probabilmente quella di William Wordsworth.
Nelle arti visive i narcisi sono rappresentati in tre diversi contesti, mitologico, dell'arte floreale e paesaggistico, dalle pale d'altare medioevali a Michelangelo Merisi da Caravaggio con Narciso (Caravaggio) fino a Salvador Dalí col suo Metamorfosi di Narciso. Il narciso svolge un ruolo importante anche nelle culture orientali, dalla loro associazione con il nuovo anno nella cultura cinese alla simbologia degli occhi nell'arte islamica.
La parola 'Daffodil', il Narciso in lingua inglese è stata ampiamente utilizzata nella cultura popolare di massa, dalle automobili olandesi ai gruppi rock svedesi, laddove molti enti di beneficenza per la lotta contro il cancro l'hanno usato come simbolo di raccolta fondi.